# Inlärning
Inlärning studeras inom många vetenskapsgrenar, som pedagogik och psykologi. Det finns många teorier om inlärning, i denna text presenteras tre kända inlärningsteorier: klassisk, instrumentell och modellinlärning

## Klassisk inlärning
Klassisk inlärning (även kallad klassisk betingning) involverar en obetingad stimulus och en obetingad respons, samt en betingat stimulus och en betingad respons.   Den obetingade stimulus väcker en obetingad respons hos organismen utan att någon tidigare inlärning har orsakat detta, vilket kallas för en reflex. Då en tidigare neutral stimulus upprepade gånger förekommer samtidigt som den obetingade stimulus, blir den neutrala stimulus en betingad stimulus, som väcker den betingade responsen utan att den obetingade stimulus förekommer.
Psykologen Ivan Pavlov upptäckte och fastställde klassisk betingning genom att låta hundar utsättas för betingning. Han gjorde så att hundarna associerade en klocksignal (stimuli 1) med mat (stimuli 2). Detta betydde att en klocksignal ledde till att hundarna lärde sig att detta åtföljdes av mat, vilket gjorde att de började salivera vid retning med stimuli 1.

## Instrumentell inlärning
Instrumentell inlärning (även kallat operant betingning) är ett begrepp utvecklat av psykologen B.F. Skinner och är en utveckling av behaviorismen. Operant betingning innebär att beteenden kan förstärkas eller försvagas och att det sker beroende på konsekvenser av beteendet. Ett stimulus och en respons kan kopplas samman genom förstärkning. Till exempel att lära en hund sitta. Order sitt sägs och när hunden utför det önskade beteende, att sätta sig, belönas hunden. Beteendet att sitta har förstärkts genom belöning   
Det skiljs på förstärkning och bestraffning. En förstärkning är en konsekvens som ökar sannolikheten att beteendet kommer upprepas, medan en bestraffning innebär att sannolikheten att beteendet upprepas minskar.
Både förstärkning och straff finns i två former; positiv (något tillförs) och negativ (något tas bort). Positiv och negativ har här inget med vardagssvenskans "bra/dåligt" att göra, utan är rent matematiska termer. 
- Positiv förstärkning Exemplet med hunden som får en godis när den sitter, och sedan sitter allt oftare, är ett exempel på positiv förstärkning. Beteendet att sitta blir mer sannolikt efter att det följts av en "belöning".
- Negativ förstärkning Handlar om att ett beteende blir mer sannolikt därför att det följts av att något (t.ex. ett tryck eller obehag) tagits bort/försvunnit. Ett exempel kan vara när en ryttare vill lära sin häst att svänga vänster då han drar i vänster tygel. Draget i tygeln (vilket uppfattas av hästen som tryck eller obehag) tas bort när hästen ger rätt respons, går åt vänster. Om hästen svänger vänster fortare nästa gång beror det på att beteendet "sväng vänster" har förstärkts genom att obehaget upphört.
- Positivt straff Innebär att sannolikheten för ett beteende minskar som en följd av att något (oftast något obehagligt) tillförts som en konsekvens av beteendet. Det här är det vi i vardagligt tal brukar referera till som en bestraffning. man tillför ett obehag som bestraffning för ett beteende och därmed minska sannolikheten för att beteendet upprepas.
- Negativt straff Innebär att sannolikheten för ett beteende minskar som en följd av att något (oftast något trevligt) tagits bort/försvunnit som en konsekvens av beteendet. Ett exempel kan vara att beteendet "svära" minskar om det leder till att tillgången till TV-spel försvinner.

Till skillnad från klassisk/respondent/pavloviansk inlärning behaviorism med enkel stimulus och respons innebär den operanta/instrumentella/skinnerska inlärningen att individens framtida beteende påverkas av vilka konsekvenser beteendet tidigare har lett till.

## Modellinlärning
Modellinlärning (även kallat observationsinlärning) sker inlärning genom att andras beteenden observeras och detta leder till att det egna beteendet efterliknar det observerade beteendet. Psykologen  Jean Piaget har presenterat teorier om barns lek baserade på modellinlärning.